# Титаев, Борис Феодосьевич
Борис Феодосьевич Титаев (1921—2000) — советский и российский инженер, океанолог и педагог. Доктор технических наук (1972), профессор (1975). Ректор Дальневосточного политехнического института (1973—1984). Академик Российской инженерной академии, с 1992 года — руководитель её Дальневосточного отделения.

## Биография
Родился 9 февраля (по другим данным — 3 февраля) 1921 года в православной семье, в младенчестве был крещён. В 1939 году поступил на механоэнергетический факультет Дальневосточного политехнического института (ДВПИ). В 1944 году, будучи студентом, работал электромехаником на теплоходе «Выборг», участвовал в «огненных рейсах» — его судно, курсируя между Владивостоком и портами США, перевозило множество грузов, в том числе и динамит.
Окончил ДВПИ в декабре 1944 года, получив специальность инженера-кораблестроителя. По окончании вуза был оставлен преподавать на кафедре конструкции корпуса судов.
В 1955 году защитил в Горьковском политехническом институте кандидатскую диссертацию на тему «Расчёт пространственных судовых конструкций по методу В. З. Власова». Из-за возражений оппонента первая попытка защиты оказалась неудачной. После удачной повторной защиты работой Б. Ф. Титаева заинтересовались авиастроители. Дальнейшую работу учёный вёл при поддержке будущего академика И. Ф. Образцова.
В 1972 году защитил в Московском авиационном институте докторскую диссертацию на тему «Вариационные методы расчёта и определение оптимальных элементов тонкостенных конструкций». На основе диссертации впоследствии была написана монография «Прикладная теория анизотропных пластин и оболочек». В 1975 году Б. Ф. Титаеву было присвоено учёное звание профессора.
Был начальником учебной части ДВПИ, к началу 1970-х годов занял должность проректора вуза по научной работе. На этом посту внёс большой вклад в создание первой на Дальнем Востоке объединённой вычислительной лаборатории ДВПИ, ДВГУ и Дальневосточного филиала СО АН СССР.
С 1973 года и до конца 1984 года Б. Ф. Титаев занимал должность ректора ДВПИ. В 1974 году возглавил межвузовскую целевую программу «Мировой океан», в которой участвовали десятки вузов, научно-исследовательских и проектных институтов СССР. Под его руководством и при его непосредственном участии в ДВПИ были начаты работы по созданию глубоководных необитаемых подводных аппаратов; впоследствии специально для их создания при институте было создано КБ «Дальнее». Созданные коллективом КБ «Дальнее» аппараты участвовали в поисках объектов особой важности, в частности — сбитого в 1983 году южнокорейского «Боинга». За создание этих аппаратов Титаев (вместе со всем коллективом КБ) был представлен к Государственной премии СССР, однако в итоге так и не получил её.
При Титаеве качественно изменилась материальная база ДВПИ — были построены учебный корпус «Б», надстроена часть здания кораблестроительного факультета, новое здание получил строительный факультет, появились новые аудитории, учебные и научные лаборатории, были построены жилой дом и спортивно-оздоровительный лагерь для преподавателей, общежитие. В 1978 году к 60-летию ДВПИ открылась первая очередь исторического музея.
Б. Ф. Титаев возглавил первый Совет ректоров вузов Владивостока и руководил Дальневосточным межвузовским научно-методическим советом по координации научных исследований, был депутатом городского Совета. При его активном участии к 30-летию Победы в Великой Отечественной войне был воздвигнут памятник погибшим в войну политехникам.
С 1985 года и до последних дней жизни Б. Ф. Титаев занимался вопросами разработки, поиска и добычи железомарганцевых конкреций, подводных газогидратов, а также использования нетрадиционных источников энергии, был основателем и генеральным директором НПО «Тихоокеанские морские технологии». В 1997—2000 годах руководил вновь созданным при ДВГТУ (бывшем ДВПИ) КБ «Энергия океана».
Умер 27 февраля 2000 года. Уже после смерти Б. Ф. Титаева его работа по созданию реактора тепловой энергии получила первое место и была отмечена специальным дипломом на городском конкурсе изобретателей, посвящённом 140-летию Владивостока.
Автор более 130 научных трудов, изобретений и патентов.

## Память
- В 2000 году в ДВГТУ была учреждена стипендия имени Б. Ф. Титаева.

## Семья
Сын — Александр Борисович Титаев, кандидат технических наук, доцент. Работал деканом международного факультета ДВГТУ, затем стал доцентом кафедры электроэнергетики и электротехники ДВФУ.